# Erick Pulgar
Erick Antonio Pulgar Farfán (Antofagasta, 15 de janeiro de 1994) é um futebolista chileno que atua como volante, e ocasionalmente como zagueiro. Defende o Flamengo e a Seleção Chilena.

## Carreira

### Antofagasta
Nascido em Antofagasta, Pulgar começou a jogar aos 6 anos no clube de mesmo nome. O jogador realizou sua estreia pelo time profissional em 2013, aos 19 anos. Já em 2014, foi eleito o jogador da temporada.

### Universidad Católica
Em 28 de junho de 2014, Pulgar assinou um contrato de três anos com a Universidad Católica, que pagou 400 mil dólares por 70% dos direitos do jogador.

### Bologna
Em 4 de agosto de 2015, foi contratado pelo Bologna, recém-promovido à Serie A.

### Fiorentina
Em 9 de agosto de 2019, assinou pela Fiorentina por cerca de 10 milhões de euros.
No final da temporada 2020–21, e considerando as duas temporadas disputadas na equipe, completou um total de 74 jogos disputados. Ao todo, somou 5 485 minutos em campo, com um total de oito gols.

### Galatasaray
Contratado pelo Galatasaray em 2021, Pulgar deixou o clube turco no final da temporada, tendo disputado apenas 11 partidas.

### Flamengo

#### 2022
Em 29 de julho de 2022, após a Fiorentina anunciar a sua venda, o Flamengo confirmou a contratação de Erick Pulgar por cerca de 2,8 milhões de euros (15 milhões de reais). O volante chileno assinou contrato até dezembro de 2025.
| “                                      | Estou muito contente de chegar hoje. Não vejo a hora de me juntar ao grupo. Estive vendo os jogos do Flamengo, diretamente da Itália, e acho que tem uma torcida bastante louca. Então, quero viver essa experiência pessoalmente e espero estar, em breve, no campo. Estamos juntos, Nação! | ” |
| — Pulgar, na chegada ao Rio de Janeiro | |   |

Realizou sua estreia no dia 28 de agosto, num clássico contra o Botafogo, em jogo válido pelo Campeonato Brasileiro. O jogador entrou aos 34 minutos, no lugar do capitão Diego Ribas. Erick terminou a temporada com apenas oito atuações, sendo quatro como titular. Apesar das raras oportunidades, mostrou que pode ajudar na saída de bola.

#### 2023
Em 5 de junho, Pulgar marcou um gol de fora da área contra o Vasco da Gama, pelo Brasileirão, abrindo o placar da goleada por 4 a 1. Vinte dias depois, o volante marcou o gol da vitória flamenguista por 3 a 2 contra o Santos, em jogo valido pelo Campeonato Brasileiro.
Pulgar terminou a temporada como dono do meio campo do Flamengo, porém foi irregular em grande parte da temporada ele participou apenas de 44 dos 76 jogos - foi titular apenas em 33.

#### 2025
No dia 14 de março de 2025, O Flamengo anunciou oficialmente a renovação de contrato de Erick Pulgar até o fim de 2027. As tentativas do Flamengo desde o ano passado chegaram a ser esgotadas, foram revividas em 2025 já com a nova diretoria, ultrapassaram as últimas barreiras nesta semana e fecharam o acordo com o empresário chileno Fernando Felicevich, em reunião nesta sexta-feira no Ninho do Urubu.

## Seleção Nacional
Fez parte do elenco da Seleção Chilena que conquistou a Copa América de 2016 e do elenco que chegou às semifinais da Copa América de 2019.

## Estilo de jogo
Erick é um meio-campista com qualidades técnicas individuais, muitas vezes jogando como armador, possuindo boa visão de jogo, habilidade que lhe permite verticalizar na construção ao lançar bolas para os companheiros ofensivos. Além de aspectos defensivos como marcação e duelo físico, demonstra ser um bom cobrador de bolas paradas. Possui alto rendimento em pênaltis: marcou 12 gols em 14 pênaltis chutados em sua carreira.

## Estatísticas

### Clubes
Abaixo estão listados todos os jogos, gols e assistências do futebolista por clubes.
| Clube                | Temporada         | Campeonato nacional | Campeonato nacional | Campeonato nacional | Copa nacional[a] | Copa nacional[a] | Copa nacional[a] | Competições continentais[b] | Competições continentais[b] | Competições continentais[b] | Outros torneios[c] | Outros torneios[c] | Outros torneios[c] | Total | Total | Total   |
| Clube                | Temporada         | Jogos               | Gols                | Assist.             | Jogos            | Gols             | Assist.          | Jogos                       | Gols                        | Assist.                     | Jogos              | Gols               | Assist.            | Jogos | Gols  | Assist. |
| -------------------- | ----------------- | ------------------- | ------------------- | ------------------- | ---------------- | ---------------- | ---------------- | --------------------------- | --------------------------- | --------------------------- | ------------------ | ------------------ | ------------------ | ----- | ----- | ------- |
| Antofagasta          | 2012              | 4                   | 0                   | 0                   | —                | —                | —                | —                           | —                           | —                           | —                  | —                  | —                  | 4     | 0     | 0       |
| Antofagasta          | 2013              | 9                   | 2                   | 0                   | 2                | 0                | 0                | —                           | —                           | —                           | —                  | —                  | —                  | 11    | 2     | 0       |
| Antofagasta          | 2014              | 32                  | 0                   | 2                   | 3                | 1                | 0                | 2                           | 0                           | 0                           | —                  | —                  | —                  | 37    | 1     | 2       |
| Antofagasta          | 2015              | —                   | —                   | —                   | 2                | 0                | 0                | —                           | —                           | —                           | —                  | —                  | —                  | 2     | 0     | 0       |
| Antofagasta          | Total             | 45                  | 2                   | 2                   | 7                | 1                | 0                | 2                           | 0                           | 0                           | —                  | —                  | —                  | 54    | 3     | 2       |
| Universidad Católica | 2015              | 31                  | 6                   | 2                   | 4                | 1                | 1                | 2                           | 0                           | 0                           | —                  | —                  | —                  | 37    | 7     | 3       |
| Universidad Católica | 2016              | —                   | —                   | —                   | 3                | 1                | 1                | —                           | —                           | —                           | —                  | —                  | —                  | 3     | 1     | 1       |
| Universidad Católica | Total             | 31                  | 6                   | 2                   | 7                | 2                | 2                | 2                           | 0                           | 0                           | —                  | —                  | —                  | 41    | 8     | 4       |
| Bologna              | 2015–16           | 13                  | 0                   | 0                   | —                | —                | —                | —                           | —                           | —                           | —                  | —                  | —                  | 13    | 0     | 0       |
| Bologna              | 2016–17           | 27                  | 1                   | 1                   | 3                | 0                | 0                | —                           | —                           | —                           | —                  | —                  | —                  | 30    | 1     | 1       |
| Bologna              | 2017–18           | 32                  | 3                   | 1                   | 1                | 0                | 0                | —                           | —                           | —                           | —                  | —                  | —                  | 33    | 3     | 1       |
| Bologna              | 2018–19           | 28                  | 6                   | 2                   | 2                | 0                | 0                | —                           | —                           | —                           | —                  | —                  | —                  | 30    | 6     | 2       |
| Bologna              | Total             | 100                 | 10                  | 4                   | 6                | 0                | 0                | —                           | —                           | —                           | —                  | —                  | —                  | 106   | 10    | 4       |
| Fiorentina           | 2019–20           | 37                  | 7                   | 6                   | 4                | 0                | 2                | —                           | —                           | —                           | —                  | —                  | —                  | 41    | 7     | 8       |
| Fiorentina           | 2020–21           | 31                  | 1                   | 3                   | 2                | 0                | 0                | —                           | —                           | —                           | —                  | —                  | —                  | 33    | 1     | 3       |
| Fiorentina           | 2021–22           | 6                   | 0                   | 1                   | 2                | 0                | 0                | —                           | —                           | —                           | —                  | —                  | —                  | 8     | 0     | 1       |
| Fiorentina           | Total             | 74                  | 8                   | 10                  | 8                | 0                | 2                | —                           | —                           | —                           | —                  | —                  | —                  | 82    | 8     | 12      |
| Galatasaray          | 2021–22           | 11                  | 0                   | 0                   | —                | —                | —                | —                           | —                           | —                           | —                  | —                  | —                  | 11    | 0     | 0       |
| Galatasaray          | Total             | 11                  | 0                   | 0                   | —                | —                | —                | —                           | —                           | —                           | —                  | —                  | —                  | 11    | 0     | 0       |
| Flamengo             | 2022              | 6                   | 0                   | 0                   | 0                | 0                | 0                | 2                           | 0                           | 0                           | —                  | —                  | —                  | 8     | 0     | 0       |
| Flamengo             | Total             | 6                   | 0                   | 0                   | 0                | 0                | 0                | 2                           | 0                           | 0                           | —                  | —                  | —                  | 8     | 0     | 0       |
| Total na carreira    | Total na carreira | 267                 | 26                  | 18                  | 28               | 3                | 4                | 6                           | 0                           | 0                           | —                  | —                  | —                  | 301   | 29    | 24      |

- a. ^ Jogos da Copa do Chile, Copa da Itália e Copa do Brasil
- b. ^ Jogos da Copa Sul-Americana e Copa Libertadores
- c. ^ Jogos Amistosos

### Seleção Chilena
Abaixo estão listados todos os jogos, gols e assistências do futebolista pela Seleção Chilena.
Seleção Principal
| Ano               | Copa América | Copa América | Copa América | Qualificação Mundial | Qualificação Mundial | Qualificação Mundial | Amistosos | Amistosos | Amistosos | Total | Total | Total   |
| Ano               | Jogos        | Gols         | Assist.      | Jogos                | Gols                 | Assist.              | Jogos     | Gols      | Assist.   | Jogos | Gols  | Assist. |
| ----------------- | ------------ | ------------ | ------------ | -------------------- | -------------------- | -------------------- | --------- | --------- | --------- | ----- | ----- | ------- |
| 2015              | —            | —            | —            | —                    | —                    | —                    | 2         | 0         | 0         | 2     | 0     | 0       |
| 2016              | 1            | 0            | 0            | 1                    | 0                    | 0                    | 1         | 0         | 0         | 3     | 0     | 0       |
| 2017              | —            | —            | —            | 2                    | 0                    | 0                    | —         | —         | —         | 2     | 0     | 0       |
| 2018              | —            | —            | —            | —                    | —                    | —                    | 6         | 0         | 1         | 6     | 0     | 1       |
| 2019              | 6            | 1            | 0            | —                    | —                    | —                    | 5         | 0         | 1         | 11    | 1     | 1       |
| 2020              | —            | —            | —            | 2                    | 0                    | 0                    | —         | —         | —         | 2     | 0     | 0       |
| 2021              | 4            | 0            | 0            | 7                    | 3                    | 1                    | —         | —         | —         | 11    | 3     | 1       |
| 2022              | —            | —            | —            | 3                    | 0                    | 0                    | 1         | 0         | 0         | 4     | 0     | 0       |
| 2023              | —            | —            | —            | —                    | —                    | —                    | 1         | 0         | 0         | 1     | 0     | 0       |
| Total na carreira | 11           | 1            | 0            | 15                   | 3                    | 1                    | 16        | 0         | 2         | 42    | 4     | 3       |

## Controvérsias

### Atropelamento com morte
Em 14 de janeiro de 2013, em Antofagasta, Erick foi protagonista de um acidente de trânsito fatal: atropelamento com resultado da morte, de Daniel Ampuero Carvajal, também de Antofagasta, 66 anos. Pulgar dirigia — segundo testemunhas — em excesso de velocidade na avenida Padre Hurtado, quando a vítima atravessava a via, o que resultou no atropelamento. Erick fugiu do local sem ajudá-lo, com alguns transeuntes ajudando Ampuero, que mais tarde foi transferido para o Hospital Regional de Antofagasta, onde morreu de politraumatismo. Em seu depoimento, Erick disse "ter sentido medo", pois só viu Ampuero Carvajal quando estava perto, sem saber a que velocidade ia, somado ao facto de não ter carteira de motorista.
Em janeiro de 2014, foi condenado por homicídio não culposo, uma vez que a vítima atravessou a rua em local não autorizado no momento do atropelamento. Por conta disso, foi condenado a um ano de liberdade com assinatura mensal, a carta de condução suspensa pelo mesmo ano e a obrigatoriedade de frequentar um Centro de Reintegração Social da Gendarmaria.
Quase sete anos após o evento, em novembro de 2019, após a família de Ampuero não estar satisfeita com a decisão judicial, eles entraram com uma ação civil contra Pulgar. O caso está sendo conduzido pela 28ª Vara Cível de Santiago "por questões de confiança e credibilidade".

### Estupro coletivo em uma festa organizada pelo atleta
Segundo informações do Ministério Público chileno ao portal GE em julho 2022, Pulgar não é acusado de estupro, fazendo parte desse processo apenas como testemunha, uma vez que a vítima relatou ter sofrido estupro coletivo em uma festa organizada pelo atleta em sua casa, no Chile.

## Títulos
Antofagasta
- Primera B: 2011[carece de fontes?]

Flamengo
- Copa Libertadores da América: 2022[carece de fontes?]
- Copa do Brasil: 2022, 2024[carece de fontes?]
- Campeonato Carioca: 2024, 2025[carece de fontes?]
- Supercopa Rei: 2025[carece de fontes?]

Seleção Chilena
- Copa América: 2016[carece de fontes?]

### Prêmios individuais
- Bola de Prata - Melhor Volante do Campeonato Brasileiro: 2023[23]
- Seleção do Campeonato Carioca: 2024, 2025[24]
- Seleção da Copa do Brasil: 2024[25]